# ارمانتیر
شهر ارمانتیر (به فرانسوی: Armentières) در شهرستان نور (فرانسه) در ناحیه شمال کاله با جمعیت ۲۴٬۸۳۶ نفر در کشور فرانسه واقع شده‌است